# Birgitta Sjöqvist
Birgitta Kristina Sjöqvist, född Pettersson 17 december 1916 i Säters stadsförsamling, död 22 oktober 2017 i Sunne, var en svensk politiker (Högerpartiet).

## Biografi
Birgitta Sjöqvists föräldrar var redaktör Axel Pettersson (född 1876) och Johanna Kristina Viklund (född 1878). Fadern hade även kommunala förtroendeuppdrag. Hon utbildade sig till sekreterare och anställdes vid stadskansliet i Säter. Efter studier vid Uppsala universitet, där hon blev fil.mag. i engelska, tyska och franska, kom Sjöqvist till Sunne 1947, där hon arbetade som lärare vid samrealskolan fram till 1952. Under denna tid började hennes engagemang i Högerpartiet och hon valdes till sekreterare i Högerns kvinnoförening i Sunne. Hon var sekreterare i länskvinnorådet 1956–1965 och ordförande i Högerns länskvinnoförbund i Värmland 1965–1971. Bland hennes första kommunala uppdrag i Sunne var hon ledamot i skolstyrelsen och barnavårdsnämnden.
Birgitta Sjöqvist var riksdagsledamot för Värmlands läns valkrets 1958–1960. Under denna tid var hon ledamot i 1957 års skolberedning. Sedan hon lämnat riksdagen blev hon lärare vid Korrespondensgymnasiet i Sunne och hade kommunala uppdrag, bland annat i skolstyrelsen där hon var ledamot i åtta år. Hon var ledamot av Värmlands läns landsting 1966–1982, där hon 1967 blev Högerns gruppledare. Under en period satt hon i styrelsen för Musikteatern i Värmland. Hon var nämndeman 1963–1985.
Hon var från 1948 gift med tandläkare Tore Sjöqvist, som också var lokal- och landstingspolitiskt engagerad för Högern. Makarna ägde Sundsbergs gård i Sunne, förebilden för Björne i Gösta Berlings saga. Under 1970-talet sålde och donerade de mark och byggnader till Sunne kommun, och en stiftelse bildades 1976 för att hålla gården tillgänglig för allmänheten. På Sundsberg finns bland annat gårdsmuseum och ett tandläkarmuseum.